# کمیت اسدی
کمیت بن زید اسدی (زاده:۶۰ هجری، کشته‌شدن:۱۲۶ هجری) از برجسته‌ترین شاعران شیعه معاصر اهل بیت بود که مورد عنایت سه پیشوای شیعیان (زین العابدین، محمد باقر و جعفر صادق) قرار داشت. وی مرثیه معروفی پیرامون حسین بن علی سروده‌است.
کمیت از شاعران زمان خود و از اصحاب خاص باقر است. به نقل از ابوالفرج اصفهانی، کمیت با اینکه شیعه خالصی بود، با یکی از خوارج به نام طرماح که شاعر بود، رابطه دوستانه ای داشت. به نقل از ابوالفرج، اشعار کمیت به «هاشمیات» معروف بود و در میان همه مردم مقبول افتاده بود. به نوشته ابوالفرج، کمیت امویان را نامشروع می دانسته و دلش با اهل بیت بوده است. اما گاهی از روی تقیه مدح بنی امیه را کرده است. از آثار کمیت به عنوان قدیمترین شواهد در دفاع از عقیده امامت یاد می کنند.
وی که حافظ قرآن و فقیه نیز بود، به سخاوت و دلیری شهرت داشت. مجموعه سروده‌های او در دوجلد، به نام «شعر الکمیت بن زید الاسدی» گردآوری و چاپ شده‌است. وی نهایتا در دوران امویان کشته شد.
وی هنگامیکه در مدینه نزد محمد باقر رفت و قصیده‌اش را برای او خواند، و محمد باقر او را مورد تفقد و دلجویی و محبت قرارداد و دعایش کرد. دعای محمد باقر این بود که: «تا وقتی که از اهل بیت و حق دفاع می‌کنی، روح القدس پشتیبان و تاییدکننده ات باد!» 

## کتابهای مربوط به وی
- کتاب «کمیت اسدی حدیث حریت » از سری کتاب‌های «شاعران قبیله نور»، نوشته محمد صحتی سردرودی  در سال ۱۳۷۳  توسط انتشارات دفتر تبلیغات اسلامی پیرامون وی به چاپ رسیده‌است.